# David Heyman
David Jonathan Heyman, född 26 juli 1961 i London, är en brittisk filmproducent och grundaren av Heyday Films. Heyman har producerat Harry Potter-filmerna som blivit en stor succé över hela världen.

## Biografi
David Heyman är son till producenten John Heyman och skådespelaren Norma Heyman, född Parnell. Han studerade vid Westminster School och tog examen från Harvard University.
Heyman fick arbete inom filmbranschen som produktionsassistent i David Leans film En färd till Indien. 1986 blev han kreativ chef på Warner Bros. och sedan vice VD för United Artists. Därefter producerade han sin första film Juice (1992), där Tupac Shakur spelar en av huvudrollerna. 1997 grundade han Heyday Films. Filmbolaget är känt för att ha producerat Harry Potter-filmerna. Efter arbetet med Harry Potter har bolaget producerat filmer som Familjetrippen, Gravity och Paddington. Heyman Oscarnominerades för bästa film för Gravity tillsammans med filmens regissör Alfonso Cuarón, som även regisserade Harry Potter och fången från Azkaban, men förlorade mot 12 Years a Slave.
Heyman bor i Pimlico i London med sin maka Rose (Batstone) Uniacke som är inredningsarkitekt. De har en son tillsammans.